# Spilosoma luteiformis
Spilosoma luteiformis är en fjärilsart som beskrevs av Felix Bryk 1948. Spilosoma luteiformis ingår i släktet Spilosoma och familjen björnspinnare. Inga underarter finns listade i Catalogue of Life.